# ドゥニエ

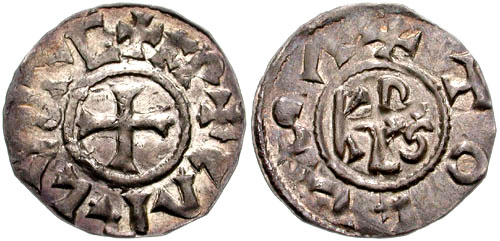
シャルルマーニュのドゥニエ（銀貨）。793年または794年 - 812年。左（表面）は十字架を中心として2重の同心円の間に“+CARLVS REX FR”（右にある“+”から読む（上部の“+”は“REX”の“X”）。“CARLVS” はシャルルマーニュの銘で、 “REX” は王、“FR” は“FRANCORUM”）。右（裏面）はシャルルマーニュの組み合わせ文字（モノグラム）の周囲に“+TOLVSA”（トゥールーズ。造幣所の地名）。上記のうち、“ + ”は十字架をあらわす（本項の以降の例でも同じ）。

ドゥニエ（フランス語: denier）はかつてフランスで使われていた通貨単位。シャルルマーニュ（在位：768年 - 814年）の先代ピピン3世が着手した改革により、フランク王国はソリドゥス金貨を通貨単位とした金本位制と決別し、銀本位制へ舵をきった。ここで採用されたのがデナリウス銀貨（ラテン語: denarius）である。フランク王国はやがて分裂し、デナリウスは盛期中世には各国語で呼ばれるようになった。そのフランス語読みがドゥニエである。フランス革命期にフランス・フランが採用されると役目を終え、廃止された。日本語ではドニエ、デニエなどとも表記されるが本項ではドゥニエに統一する。

## 名称について
ピピン3世が採用を決定したデナリウス (denarius) という貨幣の単位はピピンのオリジナルというわけではなく、共和制ローマの時代に起源がある。ローマのデナリウスの語源は a denis assibus（from ten asses、10アスより）で、当時存在した青銅貨アス (ass) 10枚分と等価の新貨幣として設定されたために命名された。最初の一枚がいつ作成されたかについて、プリニウスは紀元前269年とし、後代の説では紀元前157年、紀元前167年などの説もあったが、現代では紀元前211年ごろと考えられている。冒頭で既述のようにやがて各国語で呼ばれるようになったが、フランス語ではドゥニエ (denier) と呼ばれるようになった。日本語ではドゥニエ、ドニエ、デニエなどと表記ゆれが見られる。
同じくデナリウス銀貨を起源とする貨幣は、下表のような各国語で呼ばれた。最上段がラテン語の貨幣単位で、続く各行に各国の対応する単位を各国語で示してある。
| 国           | 1リーブラ (libra) | 20ソリドゥス (solidus)  | 240デナリウス (denarius)         |
| ------------ | ----------------- | ----------------------- | -------------------------------- |
| フランス     | 1リーヴル (livre) | 20スー、ソル (sou, sol) | 240ドゥニエ (denier)             |
| イタリア     | 1リラ (lira)      | 20ソルド (soldo)        | 240デナロ (denaro)               |
| イングランド | 1ポンド (pound)   | 20シリング (shilling)   | 240ペニー、ペンス (penny, pence) |
| ドイツ       | 1プフント (pfund) | 20シリング (schilling)  | 240プフェニヒ (pfennig)          |

## 位置づけ
アンリ・ピレンヌはシャルルマーニュをさして「大帝が中世の貨幣制度の創始者である」とした。シャルルマーニュは 1リーヴル＝240ドゥニエという貨幣体系を制定し、この体系は18世紀末までおおむね維持されたが、当初実際に貨幣として発行されたのはドゥニエだけであった。基本設計として、1リーヴル重量（491グラム）の純銀から240枚のドゥニエを作るということから、この貨幣体系となった。以後時代を経ると貶質していき、最終的には銅貨に姿をかえ、さらにフランス革命を機にフラン体系に取って代わられる運命ではあるが、それまでの10世紀ほど存続した。
インフレによってドゥニエの価値が下がってくると、より高額な単位であるスー（ソル）やリーヴルの貨幣も出現するが、それまではこのふたつはあくまでも計算上の単位にすぎず、現代日本における厘や銭のような存在であった。その点においてドゥニエは基軸通貨として唯一の存在、現代日本における円のような存在であった。とはいえ経済が発達して貿易が盛んに行われるようになり、貿易などの大口取引を現金決済する機会が増えてくると、さすがに度重なる改鋳で価値の落ちたドゥニエを箱一杯分担いで取引を行うのは非現実的であることから、より価値の高い貨幣に対する需要が高まった。これに対応して、エキュ、フラン、グロなどの、金貨を含む新たな通貨単位が制定された（為替に関する話は割愛する）。これらの新たな体系の通貨が発行された場合でも、ドゥニエはそれらの価値を計るための単位として用いられ、より高額な通貨体系と並立していくことになる。
価値とともにその立ち位置も変化していくが、詳細は次の「歴史」節で記述する。

## 歴史

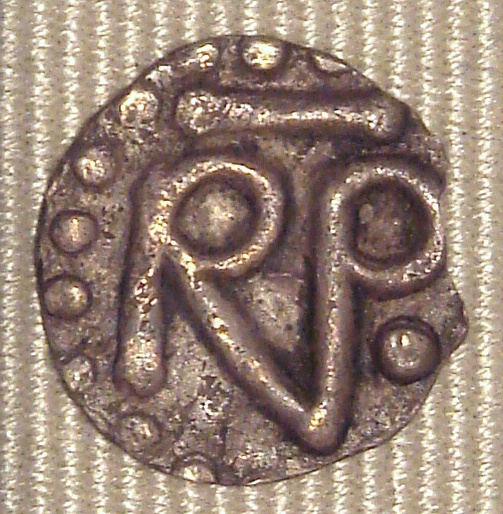
ピピン3世のドゥニエ。“RP”の銘文。“R”は王(REX) をあらわし、“P”はピピンをあらわす。

### ドゥニエ銀貨の導入
フランク王国、メロヴィング朝ではローマの伝統で金貨を基軸通貨としていたが、7世紀も終わりに近づくと金の域外流出による原料不足に陥り、含有量の極めて少ない金貨（品位200/1000）となっていた。交易路という観点からフランク王国を見れば、南はイスラムにより地中海を、北はノルマンの海賊に押さえられ、フランクは大規模交易は行えなくなっていた。
こういった時代背景のもと、751年にピピン3世はローマ・ポンド（327グラム）をベースとし、1ポンドを22ソリドゥス、1ソリドゥスを12デナリウスとする銀本位制を採用した。続いて王位についたシャルルマーニュは先代の改革を引き継ぎ、781年に貨幣を鋳造する権利（貨幣高権）を国王に限定する勅令を発布した。また、銀貨をベースとした貨幣制度も引き継ぎ、重量をより増やした。具体的にはベースとなる銀の量を327グラムから1リーヴル重量（491グラム）へ引き上げ、1リーヴル20スー（ソリドゥス）、1スーを12ドゥニエ（デナリウス）、すなわち1リーヴルは240ドゥニエと定めた。この交換比率の変更は793-794年に行われた。純銀貨が作られたわけではないので便宜上の計算ではあるが、327グラム/264枚=1.24グラム/1枚（ピピン）と491グラム/240枚=2.05グラム/1枚（シャルルマーニュ）と考えると、1枚あたりの重量が増える計算になる。実際に初期に作られたのは408グラムで品位（千分率で表現する）は950/1000の銀を元として打刻された240枚のドゥニエであった。
805年、先にシャルルマーニュの出した勅令は奏功し、貨幣鋳造の権利は王が独占することとなった。とは言えこれも建前に過ぎなかったようで、それまでに存在していた造幣所は依然として存続しており、各地の領主や教会の下でも造幣は引き続き行われていたともされ、シャルルマーニュの死後、貨幣高権は完全にうやむやになってしまった。さらにデーンゲルト用にコインの需要が増えたため、9-10世紀に造幣権の正式な委譲も増加し、造幣所は増加していった。詳細は後述するが、11世紀まではおおむね各地の貨幣の品質は統一されていたものの、やがてパリ貨（Parisis。パリで鋳造された貨幣（ドゥニエ）をさす。以下同様に各地で鋳造された貨幣を『地名 + 貨』で表記する）、トゥール貨 (Tournois) などといった地方ごとのドゥニエが乱立するようになり、単位としては同じ 1ドゥニエであっても価値はまちまちという状態になっていく。
銀貨を選択した理由については、単純に金貨を発行しつづける余力が当時のフランク王国に存在しなかったという衰退説が1927年のアンリ・ピレンヌ『中世の都市』などで有力であったが、1960年以降の研究では、将来的に一般市民にも貨幣を浸透させることを考えれば、彼らがより行う機会の多いであろう小額決済に便利な銀貨をあえて選択したためという説が有力となっている。ちなみに本項では詳細に触れないが、1980年代までの研究においてはこの時期は完全なる銀本位制であり、金貨の製造はなかったと考えられていたが、2015年発表の名城邦夫による論文によれば、流通貨幣としてではないものの細々と金貨の製造は行われていたという論も現在では通用するようになっているとのことである。
貨幣の流通と言う点を見ると、初期は発行数が少ないために広く使用されていたとは言えず、主に兵士の給料の支払いに充てられた。また、ドゥニエは通貨単位としては最低単位ではあったが銀貨であり、一般市民の生活におけるパンなどの日用品、それも少量と比較した場合は高額な貨幣なので、物々交換や、帳簿上の相殺、掛売り（ツケにしておいて期日を決めてまとめて払う、など）ということを行うための価値尺度としての利用がメインであった。鹿野嘉昭の論文ではこの状況は12世紀ごろまで続いたとしている。一方で、貨幣の流通についてはカロリング朝時代にすでに活発に行われていたとも言われており、この根拠の様々あるうちの一例としてシャルル2世の発布した貨幣改革及び流通促進についての勅令が挙げられている。

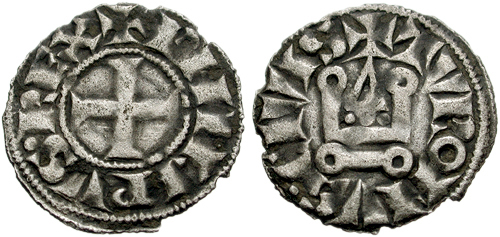
フィリップ3世のドゥニエ（トゥール貨）。1270年。左（表面）は十字架を中心として2重の同心円の間に“+PHILIPVS•REX”（フィリップの名）。右（裏面）は“TVRONVS•CIVIS”（鋳造所トゥールの名）。中央に描かれているのは「トゥールの城 (Châtel tournois)」と呼ばれ、フィリップ2世が導入した図柄で、ヴァロワ朝のシャルル6世時代まで見られた。これ以前は教会発行のドゥニエに教会堂が描かれるタイプがあった。

### 経済の発達、ドゥニエの多様化と収束
商業は10世紀から徐々に復興し、12-13世紀には「満開」といってよいレベルの活況を呈すようになっていた。
886年のパリ伯ウードをはじめとし、そして10世紀になりカロリング朝とパリ伯ウードの家（のちにカペー朝になる）が交代で王位につくようになり王権が弱体化すると、貨幣のデザインも各地の諸侯や教会でばらばらとなり様々なドゥニエが鋳造されていく。10世紀中ごろの貨幣デザインについて、王の銘は箔付けのために引き続き使われはしたが、諸侯や教会の鋳造した貨幣には、諸侯や聖人の銘をいれるケースが見られるようになった。諸侯でこのようなデザインを用いたのはオーヴェルニュ伯のギョーム年少伯が、教会ではトゥールのサンマルタン教会が最初という。中には、誰を王としてよいか分からなかったためか、十字の周囲に銘を入れず模様のみとしたものもある。
11世紀になって商業・交易が本格的に復活してくると貨幣の需要が増えて、さらにイスラムの有力銀山が枯渇したことにより、他地域からの銀の流入も減少したためにドゥニエの原料となる銀が不足するようになり、貨幣の品位は大きくさがった。王家は貧弱であって、諸侯や教会がてんでに貨幣を鋳造していくので、フランス域内でも地方ごとそれぞれの貨幣の価値は差異がでるようになっていった。例えば、11世紀のメーヌにおいてはマン貨が標準通貨として流通していたが、アンジュー貨、トゥール貨の2倍の価値をもっていた。フランス南部ではメルグイユ貨 (melgorien) が広く流通していたが、トゥールーズ貨 (toulousain) はその倍の価値があった。
12世紀になっても各地であいかわらず諸侯や教会がおのおの好き勝手に鋳造を続け、デザインは様々なものが作られる中、フィリップ2世（12、3世紀）がパリ貨のタイプをベースに、自身の支配圏においてドゥニエの標準化を進めた。フィリップ2世はまずパリ貨ドゥニエをオルレアン、パリ、フランドルの標準貨幣とし、次いでトゥール貨をノルマンディー、メーヌ、アンジュー、トゥーレーヌ（トゥールを含むエリア）の標準貨幣とした。この2種は等価ではなく、交換比率はトゥール貨5 に対してパリ貨4 とされた（つまりパリ貨の方が1.25倍価値があるということ）。これら地域では次代のルイ8世以降、パリ貨をやめトゥール貨に統一されたが、後述するようにいまだそれ以外の地方では独自通貨はまだまだ存在した。また、パリ貨自体も計算貨幣として表現の上では存続した。さらに後のこととなるが、『世界大百科事典』によれば両通貨は1667年の王令をもってようやく一本化されることとなる。
13世紀に入りフィリップ2世による王領拡大が進みフランスが発展を見せると農村にも貨幣が浸透してくる（貨幣地代の支払い）。ルイ9世は税を貨幣で納めるよう明文化した。また、貨幣高権の国王集権化はルイ9世時代にほぼ完成したとされる。1262年のシャルトル勅令では各地域での諸侯・教会によるドゥニエ造幣は引き続き認めつつも、域外では通用しないこととし、王の鋳造したドゥニエのみを王国の共通貨幣とした。
ルイ9世治世の末期に新たなタイプの通貨単位としてグロ(fr)とエキュが導入され、それぞれ銀貨と金貨として発行された。金銀複本位制のはじまりである。トゥール貨1グロ（グロ・トゥールヌア）はトゥール貨1スー（=12ドゥニエ）と等価とされ、1エキュはトゥール貨10スー（=120ドゥニエ）と等価とされた。この時の金貨はともかくグロ銀貨は使い勝手がよく大ヒットし、他の国や地域でも模倣された。ただ実際はドゥニエの度重なる悪鋳により、当初の公定レートとされたトゥール貨12ドゥニエよりも多くの銀を含むこととなったために、グロ銀貨は値上がりしていった。グロ銀貨は純度が高かったために信頼され貿易でも利用された。原料は東欧のフリーザッハ、ステュリア、ボヘミアで新たに開発された銀山からの産出によった。

### フィリップ4世の悪鋳
ドゥニエの悪鋳は継続的に行われていたが、フィリップ4世（美王）の悪鋳は特筆されるもので、対イングランド、対フランドルの戦費を確保すべく悪鋳を繰り返し、年率65%のインフレも記録した。
1295年にフィリップ4世はこれまでのドゥニエの2倍の価値をもつという設定の 2ドゥニエ貨を新たに発行した。しかしこれはルイ9世時代のトゥール貨が0.335グラムの銀を含有していたのに対して、0.575グラムしか含有していなかった。さらに1303年に発行した2ドゥニエ貨は0.229グラムしか銀を含有していなかった。この2ドゥニエ貨が発行されたことによりドゥニエは価値をさげ、相対的に価値の上がった 1グロ銀貨は36ドゥニエ換算まで値上がりした。フィリップ4世は「贋金作りの国王」とあだ名されたり、1313年には王による悪鋳を風刺するシャンソンまで作られた。また、手加減のない悪鋳は、カペー朝からヴァロワ朝（1328年-）へと引き継がれ、百年戦争、ジャックリーの乱、パリ市民の蜂起、ペストの流行などの際に、財政をごまかすための手段としてフィリップ6世、ジャン2世はたびたびこれに手を染めた。2人の王の治世下で行われた改鋳は、金貨が51回、銀貨が117回という。

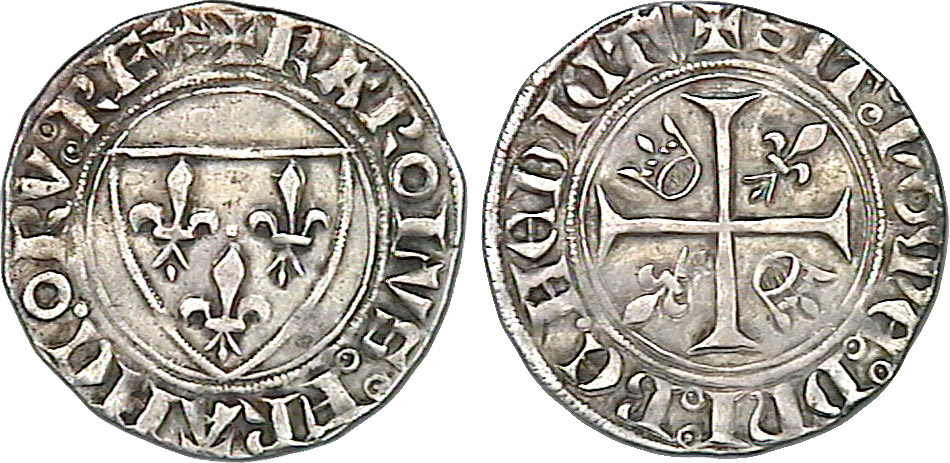
シャルル6世の発行した10ドゥニエ相当のゲナール（ビロン貨）。1389年。

### ヴァロワ朝
先述のような地合の中でたびたび行われた悪鋳であるが、シャルル5世（在位：1364年-1380年）は貨幣価値の安定につとめたものの結局は全体としてみれば改善と改悪の繰り返しであり、また建前としてではあるが貨幣高権が再確認されたものの様々な品位のドゥニエが発行される動きに変わりはなかった。
先述したヴァロワ朝における悪鋳2人組の一人目であるジャン2世は1360年12月5日の王令でフランという新たな通貨単位を定めた。価値はドゥニエを基準として定め、トゥール貨20スーすなわち240ドゥニエ（=1リーヴル）に相当するとし、純金3.88グラムの「適正な純金のドゥニエ貨」をうたったが、これは自身の身代金の償還に使われ、1365年には廃止された。
シャルル5世は貨幣制度の再建をこころざし、フラン金貨、グロ銀貨、5ドゥニエのビロン貨を柱とした貨幣制度改革を実施した。ドゥニエは一時的にではあるがビロン貨になってしまった。
1385年、シャルル6世はグロ銀貨を一時鋳造停止し、10ドゥニエ相当のゲナールというビロン貨を代替とした。同王はその治世中に造幣所の統廃合を進めた。地方貨を独自に発行する造幣所は100以上残存していたが、これらを1桁代にまで統合することを得た。この時点でフランドル、ブルゴーニュ、ブルターニュ、ギュイエンヌなどがなお王権の外に造幣所を維持した。ちなみに画像枠内で上述した「トゥールの城」のデザインは、銀貨が鋳造停止となったことで廃止された。
ルイ11世の時代（15世紀）には多様な銀貨が発行されたが、この時にドゥニエも銀貨として鋳造されたものの品位は150/1000に留まった。貨幣高権は徐々に王に完全統一されつつあったが、依然としてブルターニュやブルゴーニュは独自のコインを鋳造し続けていた。1489年、ブルゴーニュではドゥニエ（アングローニュ貨）は廃止され、代替として従前のドゥニエと比較して5/3ドゥニエの価値と定められたニクエが現れた。また、フランス域内であって、ドゥニエが存在していたネーデルラントは15世紀中にフロート（groot、グロ、13世紀からネーデルラント内でドゥニエと並立していた）が計算単位として使われるようになり、ネーデルラントにおいてドゥニエは役目を終えた。ルイ12世は1514年にイタリアからフランスにテストンという銀貨のタイプを移入し鋳造をはじめたが、これは10スー（=120ドゥニエ）の価値とされた。

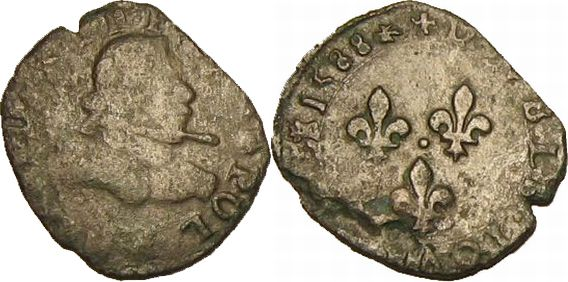
アンリ3世の発行した2ドゥニエ銅貨。表は王の胸像と周囲に“HENRI.III.R.DE.FRAN.ET.POL”の銘（アンリ3世、王、フランスとポーランドの）。裏は“DOVBLE.TOVRNOIS.”（2トゥール貨）。

### ドゥニエは銀貨から銅貨へ
16世紀には新大陸よりの大量の銀の流入（1520年ごろから）、引き続き行われた悪鋳、ユグノー戦争などがあり1世紀ほどの間に小麦価格が4-5倍に上がるなど、フランス経済は世紀前半は良かったものの後半には衰退を始めた。ドゥニエは地方ではいまだ存在したが、ギュイエンヌのブールドルア貨（0.39グラム、品位は53/1000）やブルターニュ貨（0.77グラム）など、もはや小銭であり、流通貨幣としてはトゥール貨12ドゥニエの価値があるドゥゼーン貨(grand blanc de 12)、10ドゥニエの価値があるディゼーン貨(grand blanc franciseus)、同6ドゥニエのシゼーン貨(demi grand blanc) が主として流通した。銀貨としてのトゥール貨はアンリ2世（16世紀中ごろ）時代まで見られたが、その後姿を消した。アンリ3世はフランを銀貨として復活させるとともに、エキュ金貨を通貨単位とし、3リーヴル（720ドゥニエ）をもって1エキュとした（1フラン=1リーヴル、すなわち1エキュ=3フラン）。この時、ドゥニエを新たに銅貨として復活させ、トゥール貨1ドゥニエと2ドゥニエ銅貨が発行された。時に1577年のことであり、ドゥニエはフランス初の名目貨幣となった。
18世紀初頭には銅が値下がりしたことの影響を受け、1スー = 15ドゥニエ銅貨換算となっていたという。一方で18世紀中ごろのアブヴィルの、とある家庭の一週間の家計収支を示した別資料では引き続き 1スー = 12ドゥニエ換算で提示されている。
ブルボン朝治下の1602年9月、フランはそれまでの20スーから21スー4ドゥニエに値上がりし、フランとトゥール貨1リーヴルは等価でなくなった。この交換レートの変動は継続的に行われ、すなわちドゥニエの価値は下がり続けた。1640年1月にはルイ13世により大規模な貨幣制度改革が行われた。新金貨ルイ (通貨)の導入である。この金貨は 10リーヴル相当とされた。ちなみにこの時点で5リーヴル＝1エキュの価値にまで変動していたので、リーヴル - ドゥニエの価値は相変わらず下がり続けていたということである。それでもこの時期ドゥニエはいまだ存続しており、15ドゥニエのビロン貨、1および2ドゥニエの銅貨が発行された。銅貨は小さな町では貸金業者も独自に発行したため、「国中にあふれるような状態」となった。ルイ14世の治世下においては3、6ドゥニエも発行された。ちなみに、このうち3ドゥニエの価値のある貨幣は、とくにリアールと呼ばれるタイプのものである。スペイン継承戦争の戦費を捻出するため、また度重なる飢饉の対策など、悪鋳や通貨の評価額変更がたびたび行われ、様々な価値の貨幣が同時に流通する状態となり市場は大混乱となった。

### フランス革命へ
18世紀になるとフランスの財政は手が付けられない状態に陥っていた。収入は歳出に全然追いつかず、大量の負債が積み上がった。ルイ15世の継承した負債は240億リーヴル（1リーヴル=240ドゥニエ換算としても 5,760,000,000,000ドゥニエ、すなわち5兆7600億ドゥニエ）であり、1715年度の収支を見ると税収6900万リーヴルに対して歳出は1億4700万リーヴルであった。兌換紙幣の発行や財政改革、富くじの発行なども試みられたが奏功しなかった。そしてフランス革命へと向かうのである。
フランス革命期における憲法制定国民議会（1789年-1791年）の時期においてもドゥニエが発行された。表面にルイ16世の肖像を、裏面には額面（3、6、12があった）および“D”の文字を中央に配し、周囲を月桂樹で縁取ったデザインであった。国民公会（1792年-1795年）の時代になると最小貨幣の銅貨はスー（ソル、額面は1/2、1、2 の 3種類）を単位としたので、ドゥニエはコインとしては姿を消した。そして1795年4月5日、リーブル - スー（ソル） - ドゥニエの通貨体系は丸ごと廃止となり、フランに一本化された。この時 10進法を採用し、フラン - デシム(1/10) - サンチーム(1/100)の体系が定められた。旧貨幣となったリーヴルとの交換比率は 80フラン = 81リーヴル（1フラン = 1リーヴル3ドゥニエ）であった。

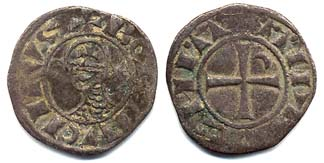
十字軍国家、アンティオキア公国のボエモン3世のドゥニエ。1162年 - 1201年。左（表面）は兜と鎖帷子を装備した公の図柄を中心として2重の同心円の間に“+BOAMNICVS”。右（裏面）は十字架の周囲に“+AMTIOCNIA”。ボエモン4世ではないかとする説もある。

## フランス国外におけるドゥニエ
十字軍国家や植民地などの一部、フランスが影響力を持った地域において、ドゥニエが発行されるケースがあった。以下に例示する。
イベリア半島
10世紀ごろにサンティアゴ・デ・コンポステーラの巡礼路を通る巡礼者やレコンキスタ参加者によって移入され使用された。11世紀、各国で独自の通貨が発行されるようになるが、旧バルセロナ伯の領地ではドゥニエが発行された。12世紀ごろのカスティーリャ＝レオン王国の銀貨のデザインにも影響を与えた。
トリポリ伯国
1109年からドゥニエを発行していたが、銀貨というよりビロン貨であった。
アンティオキア公国
1136年ごろから1268年にイスラム勢力に占領されるまで、独自にビロン貨のドゥニエを発行していた。
エルサレム王国
建国当初は現地で通用していた貨幣、ファーティマ朝のディナール金貨やビザンツ帝国のフォリス銅貨とともに、十字軍に参戦した各国兵士が西欧から持ってきた貨幣が混在して流通していた。アモーリー1世（在位：1163年–1174年）がエルサレム王国独自の貨幣を初めて発行した際、単位をフランスをまねてドゥニエとした。貨幣中央の図柄は聖墳墓教会が用いられた。
エルサレム王国が弱体化すると諸侯や騎士団ですらも貨幣を作り始め、20ほどの勢力が独自にドゥニエを発行する状態となったが、これらはすべてビロン貨であった。
キプロス王国
ごく初期にはビロン貨のドゥニエが発行されたが、ユーグ1世 (キプロス王)（在位：1205年–1218年）以降はベザントに取って代わられた。
アカイア公国
1245年からビロン貨のドゥニエが発行され、14世紀中ごろまで鋳造された。公の名前が刻印されているものの、頭文字だけなので誰が誰だか同定が難しいケースがある。
アテネ公国
アカイア公国によって臣従してより、いつごろ開始したかは定かではないが、14世紀初頭までドゥニエが鋳造されていた。
スイス
1848年に通貨を統一するまで、各地方で周辺地域に影響されながら独自に貨幣を鋳造していたが、その中にドゥニエもあった。ジュネーヴのドゥニエはフローリンを頂点とし、1フローリン＝12ソル、1ソル＝12ドゥニエという完全12進法の体系であった。
北部アメリカ
1721年、ドゥニエ銅貨が鋳造され発行された。ウィリアム王戦争、アン女王戦争の戦費調達のために乱発した紙幣を回収するためであったが、1729年に40万、1750年に100万リーブルの植民地不換紙幣が発行されて後、見られなくなった。

## 現代の貨幣との価値比較
ドゥニエは現代の貨幣と比較すると一体どのくらいの価値があったのであろうか。上記で見てきたように、地方と時代ごとにドゥニエの価値は一定ではなく、単純に「1ドゥニエは現代の貨幣で言えば何円である」などという定義は不可能である。とはいえ理解の助けとするために、注意を示しながらも当時の物価を論文や書籍で引用するケースは見られるので、本節でもそれらに倣い「いつ、どこの史料であるか」を明示した上で物価を例示することとする。また、通貨単位もドゥニエに統一する。
東フランク王国（750年 - 1055年）、証書等より
鶏 1羽 - 1/2ドゥニエ
ライ麦パン30ポンド - 1ドゥニエ
太った牡牛 1頭 - 60ドゥニエ
馬 1頭 - 156ドゥニエ
オータン（1294年-1295年）、教会参事会の会計詳報より
4輪荷車12台の製作および装鉄費 - 1リーヴル15スーすなわち 1x240+15x12=420ドゥニエ。1台あたり420/12で35ドゥニエ
屋根師親方の借家1軒半年分の家賃 - 3リーヴルすなわち3x240=720ドゥニエ。1箇月あたり720/6で120ドゥニエ
馬 1頭 - 3リーヴル10スーすなわち3x240+10x12=840ドゥニエ
パリ（1299年）、修道院の教会堂建築現場における会計簿より
単純労働に従事する労働者の日当 - 約 7ドゥニエ
熟練工の日当 - 10-11ドゥニエ
専門工の日当 - 20-22ドゥニエ
アブヴィル（1764年）、織工一家（夫婦と8歳および10歳の子供で構成）の一週間の家計より
織工（夫）の日当 - 20ソルすなわち240ドゥニエ
紡糸工（妻）の日当 - 5ソルすなわち60ドゥニエ
パン1個8重量リーブル - 8ソル6ドゥニエすなわち102ドゥニエ。パン代は食費の半分を占めていた
有塩バター1重量リーブル - 12ソルすなわち144ドゥニエ
塩1重量リーブル1オンス - 15ソル9ドゥニエすなわち189ドゥニエ
家賃 - 年間30リーブルで週あたり12ソルすなわち144ドゥニエ
照明用の油、半パント - 2ソル6ドゥニエすなわち30ドゥニエ